# 別所孫次郎
別所 孫次郎（べっしょ まごじろう）は、江戸時代初期の武将・旗本。豊臣政権下の大名（但馬八木城主）であった別所重宗（重棟）の養子、一説に甥。諱は友治とされる。1616年に宴席での口論から旗本の伊東治明を殺害する騒動を起こし、自身は切腹、家は改易された。

## 生涯

### 生い立ちと別所家
『断家譜』によれば、別所重宗の甥。重宗の養子となり、その娘を娶った。
別所氏は播磨赤松氏の庶流である。別所重宗は福島正則の姉を娶って豊臣秀吉の縁戚となり、豊臣政権下では但馬国内で1万5000石を領し、八木城主となった。孫次郎の義兄にあたる別所吉治は秀吉の護衛にあたる小姓頭を務め、重宗の家督を継いでいるが、慶長5年（1600年）の関ヶ原の役で西軍に属し改易された。ただし翌慶長6年（1601年）に丹波国北由良（現在の兵庫県丹波市氷上町北油良）の領主として復帰したという。

### 徳川家康に仕える
『寛政重修諸家譜』（以下『寛政譜』）および『断家譜』によれば、孫次郎は徳川家康に仕え、大和国内で2500石を与えられた、とある。
慶長5年（1600年）、関ヶ原の役における上杉征伐に従軍した。
慶長19年（1614年）1月18日、大久保忠隣は改易処分を受けるが、孫次郎はこれに連座して罪を得たとされる。同年の大坂冬の陣において、12月6日に徳川家康が住吉から茶臼山へ本陣を移した際、小堀政一とともに住吉の留守にあたるよう命じられた。
慶長20年/元和元年（1615年）、大坂夏の陣においては大和口の「前軍一番」（大将は水野勝成）に「大和組」の一員として編成された。道明寺の戦いで孫次郎の隊は首級10を挙げた。大坂落城後の5月11日には、高力忠房・桑山元晴・桑山貞晴・本多利重・松倉重政らとともに大和国に派遣され、残敵捜索を命じられた。孫次郎は大坂の陣での軍功によって大久保忠隣に連座しての罪を赦され、御家人（徳川家直臣）に復帰したという。
元和2年（1616年）4月、死に臨んだ家康は、市橋長勝（伯耆矢橋藩主）・堀直寄（信濃飯山藩主）・松倉重政（大和五条藩主）・桑山一直（大和新庄藩主）および別所孫次郎を呼び出し、秀忠に仕えるよう遺言した。『徳川実紀』の「東照宮実記附録」には、家康は5人の忠実さと大坂の陣での武功を称えたが、とくに孫次郎を指名して小身ながらゆくゆくは用立つ者になると褒めたため、孫次郎が感激のあまり大声を上げて泣いたというエピソードが採録されている。

### 伊東治明殺害事件
元和2年（1616年）12月、伊東治明（伊藤掃部助）および桑山一直を自邸に招いた際に口論となり、伊東治明が殺害される事態となった。孫次郎には即日切腹が命じられた。この事件が発生した日付を、『東武実録』『寛政譜』および『徳川実紀』では12月12日、『断家譜』では12月22日とする。『大日本史料』は細川忠興の書簡（『細川家記』所収）などを引きつつこれらを誤りとし、12月21日の出来事であるとしている。
この事件の顛末については『東武実録』が記載しており 、『徳川実紀』もこれに依拠して記述している。自邸に湯屋を新築した孫次郎は、桑山・伊東を招いて酒宴を開いた。桑山はその後に「伯父」の佐久間勝之と婚礼の打ち合わせをする予定があったため酒量を控えたが、孫次郎と伊東が泥酔した。孫次郎は、さきの大坂の陣の功績として加増を受けた松倉重政・堀直寄を話題にし、「怯弱」な松倉が4万石を加増されるのであれば、我々のような軍忠の者は10万石の加増を受けても不足であると放言して松倉を貶めた。伊東は松倉の友人であったため、孫次郎に対して、これを知った上での孫次郎の発言は無礼であるが、今回だけは一座の狂言として聞き流すと述べた。しかし孫次郎は暴言を止めず、類は友を呼ぶと言うからにはお前も怯弱者だ、などと伊東を罵倒した。このため伊東は孫次郎の頭を扇子で殴打し、これに対して孫次郎は脇差（腰刀）を引き抜いて伊東を突いた。居合わせた桑山は孫次郎を組み止めようとしたが、酌をとっていた別所家の小姓が伊東の背後から刀を浴びせた。桑山はこの小姓も取り押さえようとしたが、孫次郎の息子の孫之丞および家人数十人が駆けつけ、ついに伊東を斬り殺し、桑山にも傷を負わせた。
騒動を聞いて門外で騒ぎ出した伊東家の従者たちを桑山が取り鎮めるとともに、事件を聞いて駆け付けた佐久間勝之から奉行所に届け出が行われた。結果、佐久間と野々村四郎右衛門（御使番）が検使となり、孫次郎は切腹した。別所家は改易、別所孫之丞は追放処分を受け、浪人となった。相手方の伊東家も改易され、伊東治明の子2人も追放された。
なお、伊東家の親族らは孫次郎と桑山が共謀して伊東を殺害したと誤った訴えをしたため、桑山も一時閉門を命じられているが、罪がないとして程なく赦された。

## 備考
- 『武功雑記』は、大坂の陣（の道明寺の戦い）で別所孫次郎と松倉重政の家臣が衝突したエピソードを載せる[33]。孫次郎は大和衆の目付を務めていたが、松倉家家臣の松田半大夫は孫次郎が「松倉勢が崩れた」と言うのを聞き、孫次郎に槍を突き付けながら「崩れたとは何事か」と言いつのったという[33]。
- 江戸時代中期に湯浅常山が編纂した逸話集『常山紀談』は、徳川家康が死を前に松倉・市橋・堀・桑山および別所孫次郎の5人を呼んだ際のエピソードとして以下を載せる[34]。家康は、5人は忠義者で、とくに大坂の陣において大和口で武功があった、秀忠によく仕えるようにと遺言した（秀忠もこの席に同席していたとする）。とくに孫次郎について、禄は少ないながらも「今後も取わけ忠義あるべき者」である、大和口では「やさしき言」（殊勝な言葉）を言ったのだ、と褒めたので、孫次郎は泣き沈んだ[34]。大和口での戦いで、撤退する大坂方に徳川方が追撃をかけなかったとき、孫次郎が諸将の前に馬を乗り回し「かつて筑紫の戦いで、撤退する島津方を追撃しなかった尾藤知宣に豊臣秀吉が激怒したことがあった。追撃するべきところを外すのは無念である。私は馬一匹のみなので歯噛みするばかりである。あなた方は腰が抜けたのか」と大声で呼ばわったことを、家康が聞き及んでいたのである[34]。
- 所領は、大和国十市郡吉備村（現在の奈良県桜井市大字吉備）[35]・阿部村（桜井市大字阿部周辺）[36]・下村（桜井市大字下）[37]・石原田村（橿原市石原田町）[38]・木原村（橿原市木原町）[39]などであった。